# Ligue SEHA
La Ligue SEHA (en anglais : South East Handball Association League) est une compétition régionale de clubs de handball de haut niveau créée en septembre 2011 et réunissant à l'origine les meilleures équipes issues des Balkans (Bosnie-Herzégovine, Croatie, Macédoine du Nord, Monténégro, Serbie. Par la suite, suivant les saisons, se sont ajoutés des clubs de Biélorussie, de Roumanie, de Hongrie, de Russie, de Slovaquie, de Slovénie, d'Ukraine et même de Chine pour la saison 2019-2020.
Le siège de la Ligue SEHA se trouve à Zagreb, Croatie.

## Principe
Les clubs qui jouent la ligue SEHA ne participent pas à leurs championnats nationaux pendant la saison régulière. Une fois la Ligue SEHA terminée, ils rejoignent leurs championnats respectifs pour la phase de play offs où ils sont automatiquement qualifiés et défendent leur titre acquis l’année précédente. S'ils le conservent, ils sont de nouveau qualifiés pour la saison suivante de la Ligue SEHA, sinon c’est au nouveau club champion de participer.
La compétition se déroule sous forme d'un championnat avec matchs aller-retour, puis d'un play-off sous la forme de deux demi-finales et d'une finale.

## Extension à d'autres pays
L'extension de la Ligue SEHA fait l'objet d'un débat. Depuis les débuts de la compétition en 2011, les dirigeants de la SEHA pensent à inviter d'autres clubs de haut niveau de pays de la région des Balkans, en particulier ceux de Slovénie et de Hongrie,. L'inclusion des trois clubs majeurs de Slovénie (Celje, Gorenje et Cimos Koper) et des deux clubs majeurs de Hongrie (Veszprém et Pick Szeged) feraient de la ligue SEHA la compétition la plus importante d'Europe, avec un fort potentiel en termes de fans et de sponsors. Toutefois, en mars 2012, la Fédération Slovène de handball s'est affirmée contre la participation des clubs slovène, principalement du fait de la compétitivité et du niveau du championnat slovène, mais aussi de par la mauvaise organisation de ligue et le manque d'intérêt des médias et des sponsors lors de la première saison,,.
Ils ont toutefois autorisé chaque club à participer à la ligue SEHA dans la mesure où leur participation n'affecte pas le déroulement du championnat domestique et de la coupe de Slovénie,.
Celje est le seul club slovène ayant affirmé son intérêt, le RK Maribor Branik ayant mis en avant son scepticisme et les autres clubs, dont le RK Gorenje et le Cimos Koper étant totalement opposés,. Les deux clubs hongrois majeurs, Veszprém et Pick Szeged, seraient intéressés, mais sous la condition de participation des clubs majeurs de Slovénie,.
Enfin, les deux clubs polonais de Kielce et Wisła Płock se sont montrés intéressés dès la première saison, mais leur participation a été interdite par la Fédération Polonaise de handball. Le club autrichien du Bregenz serait également intéressé pour rejoindre la ligue.
L'extension aux clubs slovènes est entérinée en 2014, puis aux clubs hongrois du Veszprém KSE et du Pick Szeged mais aux clubs polonais (Kielce et Plock). Finalement, l'organisation ayant demandé une somme plus importante pour participer à la compétition (300 000 € pour 2 ans), les 3 clubs slovènes et le hongrois de Szeged se sont finalement désistés et seul le club hongrois Veszprém KSE participe - et d'ailleurs remporte - la Ligue SEHA 2014-2015 (en) et la Ligue SEHA 2015-2016 (en). Finalement, Veszprém, RK Celje, Velenje et Szeged ont participé pas à respectivement 3, 2, 1 et aucune édition.
Pour la Ligue SEHA 2018-2019 (en), il n'y a toujours pas de clubs polonais et plus aucun club hongrois ou slovène. En revanche, un club roumain, le Steaua Bucarest rejoint la compétition. Deux clubs supplémentaires participent à la Ligue SEHA 2019-2020 (en) qui voit le retour du Veszprém KSE (qui va d'ailleurs remporter son troisième titre en quatre participation) et une extension vers l'Est avec l'arrivée d'un club russe, d'un club ukrainien et d'un club chinois (même si celui-ci dispute ses matchs « à domicile » à Zagreb en Croatie).

## Palmarès
| Saison          | Hôte du Final Four | Finale            | Finale           | Finale          | Match pour la 3e place | Match pour la 3e place | Match pour la 3e place |
| Saison          | Hôte du Final Four | Vainqueur         | Score            | Finaliste       | Troisième              | Score                  | Quatrième              |
| --------------- | ------------------ | ----------------- | ---------------- | --------------- | ---------------------- | ---------------------- | ---------------------- |
| 2011-2012 (en)  | Zagreb             | Vardar Skopje     | 21 – 18          | Metalurg Skopje | RK Zagreb              | 31 – 29                | HT Tatran Prešov       |
| 2012-2013       | Skopje             | RK Zagreb         | 25 – 24ap        | Vardar Skopje   | Metalurg Skopje        | 26 – 21                | Meshkov Brest          |
| 2013-2014 (en)  | Novi Sad           | Vardar Skopje (2) | 29 – 27          | Meshkov Brest   | RK Zagreb              | 36 – 28                | HT Tatran Prešov       |
| 2014-2015 (en)  | Veszprém           | Veszprém KSE      | 32 – 20          | Meshkov Brest   | RK Zagreb              | 26 – 23                | Vardar Skopje          |
| 2015-2016 (en)  | Varaždin           | Veszprém KSE (2)  | 28 – 26          | Vardar Skopje   | RK Zagreb              | 24 – 23                | Meshkov Brest          |
| 2016-2017 (en)  | Brest              | Vardar Skopje (3) | 26 – 21          | Veszprém KSE    | Meshkov Brest          | 23 – 19                | RK Zagreb              |
| 2017-2018 (en)  | Skopje             | Vardar Skopje (4) | 26 – 24          | RK Zagreb       | RK Celje               | 31 – 28                | Meshkov Brest          |
| 2018-2019 (en)  | Skopje             | Vardar Skopje (5) | 26 – 23          | RK Zagreb       | Meshkov Brest          | 24 – 19                | Nexe Nasice            |
| 2019-2020 (en). | Zadar              | Veszprém KSE (3)  | 35 – 27          | Vardar Skopje   | Meshkov Brest          | 29 – 24                | RK Zagreb              |
| 2020-2021 (en)  | Zadar              | Veszprém KSE (3)  | 27 – 27 (4-2tab) | RK Zagreb       | Motor Zaporijjia       | 31 – 20                | Meshkov Brest          |
| 2021-2022 (hu)  | Zadar              | Veszprém KSE (4)  | 32 – 30          | RK Zagreb       | RK Eurofarm Pelister   | 27 – 23                | Nexe Nasice            |
| 2022-2023 (hu)  | ?                  | ?                 | .. – ..          | ?               | ?                      | .. – ..                | ?                      |

## Bilans

### Clubs participants et classement par édition
| Pays               | Équipe                | Ville            | Salle (Capacité)                                 | Participations et classement | Participations et classement | Participations et classement | Participations et classement | Participations et classement | Participations et classement | Participations et classement | Participations et classement | Participations et classement | Participations et classement | Participations et classement | Participations et classement | Participations et classement |
| Pays               | Équipe                | Ville            | Salle (Capacité)                                 | 2011-12                      | 2012-13                      | 2013-14                      | 2014-15                      | 2015-16                      | 2016-17                      | 2017-18                      | 2018-19                      | 2019-20                      | 2020-21                      | 2021-22                      | 2022-23                      | Total                        |
| ------------------ | --------------------- | ---------------- | ------------------------------------------------ | ---------------------------- | ---------------------------- | ---------------------------- | ---------------------------- | ---------------------------- | ---------------------------- | ---------------------------- | ---------------------------- | ---------------------------- | ---------------------------- | ---------------------------- | ---------------------------- | ---------------------------- |
| Biélorussie        | HC Meshkov            | Brest            | Complex Victoria (3 740)                         | -                            | 4                            | Médaille d'argent            | Médaille d'argent            | 4                            | Médaille de bronze           | 4                            | Médaille de bronze           | Médaille de bronze           | 4                            | 5-8                          | -                            | 10                           |
| Chine              | Université des sports | Pékin            | Dom Sportova, Zagreb (3 100)                     | -                            | -                            | -                            | -                            | -                            | -                            | -                            | -                            | 12                           | -                            | -                            | -                            | 1                            |
| Bosnie-Herzégovine | HRK Izviđač           | Ljubuški         | Gradska sportska dvorana (4 000)                 | 9                            | 9                            | -                            | -                            | -                            | 10                           | -                            | 10                           | -                            | -                            | -                            | -                            | 4                            |
| Bosnie-Herzégovine | RK Borac              | Banja Luka       | Sportska dvorana Borik (3 500)                   | 7                            | 8                            | 8                            | 8                            | 8                            | -                            | -                            | -                            | -                            | -                            | -                            | -                            | 5                            |
| Bosnie-Herzégovine | RK Bosna              | Sarajevo         | KSC Skenderija (5 000)                           | 11                           | -                            | -                            | -                            | -                            | -                            | -                            | -                            | -                            | -                            | -                            | -                            | 1                            |
| Bosnie-Herzégovine | RK Sloga              | Doboj            | Dvorana srednjoškolskog centra (700)             | -                            | 10                           | -                            | -                            | -                            | -                            | -                            | -                            | -                            | -                            | -                            | -                            | 1                            |
| Croatie            | RK Zagreb             | Zagreb           | Arena Zagreb (15 000)                            | Médaille de bronze           | Médaille d'or                | Médaille de bronze           | Médaille de bronze           | Médaille de bronze           | 4                            | Médaille d'argent            | Médaille d'argent            | 4                            | Médaille d'argent            | Médaille d'argent            | Oui                          | 12                           |
| Croatie            | RK Nexe               | Našice           | SDK Tomislava (2 500)                            | 5                            | 7                            | 6                            | 6                            | 6                            | 7                            | 8                            | 4                            | 5                            | 7                            | 4                            | Oui                          | 12                           |
| Hongrie            | Veszprém KSE          | Veszprém         | Veszprém Aréna (5 000)                           | -                            | -                            | -                            | Médaille d'or                | Médaille d'or                | Médaille d'argent            | -                            | -                            | Médaille d'or                | Médaille d'or                | Médaille d'or                | 5-8                          | 7                            |
| Macédoine du Nord  | Vardar                | Skopje           | CS Yané-Sandanski (5 500)                        | Médaille d'or                | Médaille d'argent            | Médaille d'or                | 4                            | Médaille d'argent            | Médaille d'or                | Médaille d'or                | Médaille d'or                | Médaille d'argent            | 5                            | 5-8                          | Oui                          | 12                           |
| Macédoine du Nord  | Metalurg              | Skopje           | CS Boris-Trajkovski (8 000), Avtokomanda (2 000) | Médaille d'argent            | Médaille de bronze           | 5                            | 7                            | -                            | 8                            | 7                            | 9                            | -                            | -                            | -                            | -                            | 7                            |
| Macédoine du Nord  | RK Strumica           | Stroumitsa       | Sportska Sala Park (4 000)                       | -                            | -                            | -                            | -                            | 10                           | -                            | -                            | -                            | -                            | -                            | -                            | -                            | 1                            |
| Macédoine du Nord  | RK Eurofarm Pelister  | Bitola           | Sports Hall Mladost (3 700)                      | -                            | -                            | -                            | -                            | -                            | -                            | -                            | -                            | 9                            | 6                            | Médaille de bronze           | Oui                          | 4                            |
| Monténégro         | RK Lovćen             | Cetinje          | Sala RK Lovćen (1 800)                           | 6                            | 6                            | 9                            | -                            | -                            | -                            | -                            | -                            | -                            | -                            | -                            | -                            | 3                            |
| Monténégro         | RK Sutjeska           | Nikšić           | Dvorana SRC Nikšić (2 600)                       | 10                           | -                            | -                            | -                            | -                            | -                            | -                            | -                            | -                            | -                            | -                            | -                            | 1                            |
| Roumanie           | Steaua                | Bucarest         | Sala Polivalentă (5 300), Concordia Hall (1 465) | -                            | -                            | -                            | -                            | -                            | -                            | -                            | 7                            | -                            | -                            | -                            | -                            | 1                            |
| Russie             | Spartak Moscou        | Moscou           | Palais des sports de Krylatskoïe (5 000)         | -                            | -                            | -                            | -                            | -                            | -                            | -                            | -                            | 11                           | -                            | -                            | -                            | 1                            |
| Serbie             | Étoile rouge          | Belgrade         | SC Šumice (2 000)                                | 12                           | -                            | -                            | -                            | -                            | -                            | -                            | -                            | -                            | -                            | -                            | -                            | 1                            |
| Serbie             | Metaloplastika        | Šabac            | Dvorana Zorka (3 000)                            | 8                            | -                            | -                            | -                            | -                            | -                            | -                            | -                            | 10                           | 10                           | -                            | -                            | 3                            |
| Serbie             | RK Partizan           | Belgrade         | Banjica Sport Hall (2 500)                       | -                            | -                            | 10                           | -                            | -                            | -                            | -                            | -                            | -                            | -                            | 9-10                         | Oui                          | 3                            |
| Serbie             | Vojvodina             | Novi Sad         | Slana Bara (4 000)                               | -                            | -                            | 7                            | 9                            | 7                            | -                            | 10                           | 6                            | 8                            | 9                            | 5-8                          | 5-8                          | 9                            |
| Serbie             | RK Radnički           | Kragujevac       | Jezero Hall (3 570)                              | -                            | -                            | -                            | 10                           | -                            | -                            | -                            | -                            | -                            | -                            | -                            | -                            | 1                            |
| Serbie             | RK Spartak Vojput     | Subotica         | Hala sportova u Subotici (3 000)                 | -                            | -                            | -                            | -                            | 9                            | -                            | -                            | -                            | -                            | -                            | -                            | -                            | 1                            |
| Serbie             | RK Dinamo             | Pančevo          | Strelište Sports Hall (1 100)                    | -                            | -                            | -                            | -                            | -                            | -                            | 9                            | -                            | -                            | -                            | -                            | -                            | 1                            |
| Serbie             | RK Železničar         | Niš              | Sportski centar Čair (4 800)                     | -                            | -                            | -                            | -                            | -                            | -                            | -                            | 8                            | -                            | -                            | -                            | -                            | 1                            |
| Slovaquie          | HT Tatran Prešov      | Prešov           | City Hall Prešov (4 000)                         | 4                            | 5                            | 4                            | 5                            | 5                            | 9                            | 6                            | 5                            | 7                            | 8                            | 5-8                          | 5-8                          | 10                           |
| Slovénie           | RK Celje              | Celje            | Zlatorog Arena (5500)                            | -                            | -                            | -                            | -                            | -                            | 5                            | Médaille de bronze           | -                            | -                            | -                            | -                            | -                            | 2                            |
| Slovénie           | RK Gorenje            | Velenje          | Red Hall (2500)                                  | -                            | -                            | -                            | -                            | -                            | 6                            | 5                            | -                            | -                            | -                            | -                            | -                            | 2                            |
| Ukraine            | HC Motor Zaporijia    | Zaporijjia       | Palais des sports de Iounost (3 600)             | -                            | -                            | -                            | -                            | -                            | -                            | -                            | -                            | 6                            | Médaille de bronze           | 9-10                         | -                            | 3                            |
| Nombre d'équipes   | Nombre d'équipes      | Nombre d'équipes | Nombre d'équipes                                 | 12                           | 10                           | 10                           | 10                           | 10                           | 10                           | 10                           | 10                           | 12                           | 10                           | 10                           | 8                            | 29                           |

### Par club
| Rang | Club             | Titre | Année(s)                     | Finale | Année(s)               |
| ---- | ---------------- | ----- | ---------------------------- | ------ | ---------------------- |
| 1    | Vardar Skopje    | 5     | 2012, 2014, 2017, 2018, 2019 | 3      | 2013, 2016, 2020       |
| 2    | Veszprém KSE     | 5     | 2015, 2016, 2020, 2021, 2022 | 1      | 2017                   |
| 3    | RK Zagreb        | 1     | 2013                         | 4      | 2018, 2019, 2021, 2022 |
| 4    | Metalurg Skopje  | 0     | -                            | 1      | 2012                   |
| 5    | HC Meshkov Brest | 0     | -                            | 2      | 2014, 2015             |

### Par pays
| Rang | Pays               | Titres | Finales | Total | Participations et classement | Participations et classement | Participations et classement | Participations et classement | Participations et classement | Participations et classement | Participations et classement | Participations et classement | Participations et classement | Participations et classement | Participations et classement | Participations et classement | Participations et classement |
| Rang | Pays               | Titres | Finales | Total | 2011-12                      | 2012-13                      | 2013-14                      | 2014-15                      | 2015-16                      | 2016-17                      | 2017-18                      | 2018-19                      | 2019-20                      | 2020-21                      | 2021-22                      | 2022-23                      | Total                        |
| ---- | ------------------ | ------ | ------- | ----- | ---------------------------- | ---------------------------- | ---------------------------- | ---------------------------- | ---------------------------- | ---------------------------- | ---------------------------- | ---------------------------- | ---------------------------- | ---------------------------- | ---------------------------- | ---------------------------- | ---------------------------- |
| 1    | Macédoine du Nord  | 5      | 4       | 10    | +                            | +                            | Médaille d'or                | Oui                          | Médaille d'argent            | Médaille d'or                | Médaille d'or                | Médaille d'or                | Médaille d'argent            | Oui                          | Médaille de bronze           | Oui                          | 12                           |
| 2    | Hongrie            | 5      | 1       | 6     | Non                          | Non                          | Non                          | Médaille d'or                | Médaille d'or                | Médaille d'argent            | Non                          | Non                          | Médaille d'or                | Médaille d'or                | Médaille d'or                | Oui                          | 7                            |
| 3    | Croatie            | 1      | 4       | 5     | Médaille de bronze           | Médaille d'or                | Médaille de bronze           | Médaille de bronze           | Médaille de bronze           | Oui                          | Médaille d'argent            | Médaille d'argent            | Oui                          | Médaille d'argent            | Médaille d'argent            | Oui                          | 10                           |
| 4    | Biélorussie        | 0      | 2       | 2     | Non                          | Oui                          | Médaille d'argent            | Médaille d'argent            | Oui                          | Médaille de bronze           | Oui                          | Médaille de bronze           | Médaille de bronze           | Médaille de bronze           | Oui                          | Non                          | 10                           |
| 5    | Slovaquie          | 0      | 0       | 0     | Oui                          | Oui                          | Oui                          | Oui                          | Oui                          | Oui                          | Oui                          | Oui                          | Oui                          | Oui                          | Oui                          | Oui                          | 12                           |
| 5    | Serbie             | 0      | 0       | 0     | Oui                          | Non                          | Oui                          | Oui                          | Oui                          | Oui                          | Oui                          | Oui                          | Oui                          | Oui                          | Oui                          | Oui                          | 11                           |
| 5    | Bosnie-Herzégovine | 0      | 0       | 0     | Oui                          | Oui                          | Oui                          | Oui                          | Oui                          | Oui                          | Non                          | Oui                          | Non                          | Non                          | Non                          | Non                          | 7                            |
| 5    | Monténégro         | 0      | 0       | 0     | Oui                          | Oui                          | Oui                          | Non                          | Non                          | Non                          | Non                          | Non                          | Non                          | Non                          | Non                          | Non                          | 3                            |
| 5    | Slovénie           | 0      | 0       | 0     | Non                          | Non                          | Non                          | Non                          | Non                          | Oui                          | Médaille de bronze           | Non                          | Non                          | Non                          | Non                          | Non                          | 2                            |
| 5    | Ukraine            | 0      | 0       | 0     | Non                          | Non                          | Non                          | Non                          | Non                          | Non                          | Non                          | Non                          | Oui                          | Oui                          | Oui                          | Non                          | 3                            |
| 5    | Roumanie           | 0      | 0       | 0     | Non                          | Non                          | Non                          | Non                          | Non                          | Non                          | Non                          | Oui                          | Non                          | Non                          | Non                          | Non                          | 1                            |
| 5    | Chine              | 0      | 0       | 0     | Non                          | Non                          | Non                          | Non                          | Non                          | Non                          | Non                          | Non                          | Oui                          | Non                          | Non                          | Non                          | 1                            |
| 5    | Russie             | 0      | 0       | 0     | Non                          | Non                          | Non                          | Non                          | Non                          | Non                          | Non                          | Non                          | Oui                          | Non                          | Non                          | Non                          | 1                            |